# Milli Vanilli
Milli Vanilli bila je njemačka R&B glazbena grupa iz Münchena. Grupu je 1988. osmislio Frank Farian, osnivač Boney M., a sastojala se od Faba Morvana i Roba Pilatusa kao sinkronizirajućih izvođača, s dva stvarna glavna studijska pjevača, Bradom Howellom i Johnom Davisom te sa studijskim pjevačima Charlesom Shawom, Jodie Rocco i Lindom Rocco, s nepovezanim bendom na turneji.
Njihov debitantski album, „All or Nothing” uključivao je hitove "Baby Don't Forget My Number" i "Blame It on the Rain", koju je skladala Diane Warren, kao i „Girl You Know It's True” koji su postigli uspjeh u Europi i SAD-u. Međunarodni uspjeh donio im je nagradu Grammy za najboljeg novog izvođača 21. veljače 1990., koja im je kasnije oduzeta.
Postali su jedan od najpopularnijih pop izvođača kasnih 1980-ih i ranih 1990-ih, sa 7 milijuna prodanih ploča samo u Americi; na međunarodnoj razini, Milli Vanilli je prodao približno 30 milijuna singlova. Međutim, njihov se uspjeh pretvorio u sramotu kada je otkriveno da Morvan i Pilatus nisu pjevali niti jedan vokal na svojim glazbenim izdanjima. Njihova nagrada Grammy je opozvana. Godine 1998. snimili su povratnički album, „Back and in Attack”, ali je njegovo izdanje otkazano nakon što je Pilatus umro od predoziranja iste godine.
O njima je snimljen dokumentarni film „Milli Vanilli” iz 2023. i igrani film „Girl You Know It's True” iz 2023.

## Diskografija

### Albumi
- All or Nothing, 1988.
- Girl You Know It's True, 1989.
- The Moment of Truth, 1991. (The Real Milli Vanilli nakon skandala sa stvarnim pjevačima)